# Geisepitter
Geisepitter, auch Gaisepitter, Geisepeter, Bornhofener, Kamper Rote, Bickes oder Bigges ist eine zu den Herzkirschen gehörende rotbunte Sorte der Süßkirschen. Sie ist eine der frühesten Kirschsorten Deutschlands.

## Herkunft
Die Sorte wurde nach dem Obstbauern Peter Geis benannt, der sie Ende des 19. Jahrhunderts als Zufallssämling in Kamp-Bornhofen am Mittelrhein aufgefunden hat.

## Frucht
Die Frucht ist mittelgroß, variabel schmaler oder breiter herzförmig, meist etwas beulig. Die sehr weiche Haut ist zu Reifebeginn gelb mit leichter Röte, in der Vollreife komplett leuchtend rot. Das Fruchtfleisch ist weiß gelblich, sehr weich, stark säuerlich, etwas wässrig mit geringem Aroma. Sie ist sehr Platzfest. Der Stein ist umgekehrt eiförmig, asymmetrisch, mit deutlichen Häkchen. Der Stiel ist mittellang etwa 4,5 cm und grün, der Stielansatz ist mittelgroß. Sie reift in der 1. bis 3. Kirschwoche, zu einer Zeit, in der meist noch keine Probleme mit der Kirschfruchtfliege auftreten. Wegen ihrer Säure wird sie zumeist zum Einkochen verwendet.

## Baum
Der Baum ist robust und wächst schwach bis mittelstark, mit schrägen bis steilen Leitästen. Die Krone ist pyramidal mit hängendem Fruchtholz. Er ist selbststeril und braucht einen Befruchtungspartner. Er blüht früh und lang anhaltend, der Blattaustrieb erfolgt erst nach der Blüte.